# Sivahyus
Sivahyus — рід наземних всеїдних парнопалих, що жили в Азії в пліоцені.